# Nissan 100NX
La Nissan 100NX è un'autovettura sportiva prodotta dalla casa automobilistica giapponese Nissan Motor dal 1990 al 1994.
Sul mercato europeo è chiamata 100NX o 100 NX, su quello giapponese è nota come Nissan Sunny NX Coupé, in Australia/Nuova Zelanda/Asia, Nissan NX Coupé e in Nord America come Nissan NX o Nissan NX1600/2000.
La 100NX era un'autovettura sportiva del tipo coupé a trazione anteriore a 2 porte, evoluzione della Nissan EXA venduta dal 1987 al 1990 e della famiglia delle Nissan Sunny Coupé degli anni '70 e '80. La 100 NX ha esordito dapprima in Giappone nel 1990.